# Вулиця Ігоря Дашка
Вулиця Ігоря Дашка — вулиця у Личаківському районі Львова, в місцевості Личаків. Сполучає вулиці Личаківську та Пекарську. 

## Назва
- Глинянська Нижча — у 1827—1871 роках.
- Глинянська — у 1871—1885 роках.
- Жулинського — у 1885—1943 роках, на пошану відомого львівського лікаря, ініціатора впровадження шкільної гігієни та фізкультури, учасника січневого повстання 1863 року Тадеуша Юзефа Жулинського (1839—1885)[5][6].
- Зулінські (Шулінські)ґассе — у 1943—липні 1944 року, німці не перейменовували вулицю[5].
- Жулинського — повернено довоєнну назву у липні 1944 року[7].
- Грузинська — у липні—грудні 1944 року[7].
- Федьковича — у 1945—1950 роках, на пошану українського письменника та громадського діяча Юрія Федьковича[5].
- Кожедуба — у 1950—1957 роках, на пошану радянського військового діяча українського походження, льотчика-винищувача, найрезультативнішого аса у авіації Антигітлерівської коаліції за весь час Другої світової війни, тричі Героя СРСР Івана Кожедуба[8][5].
- Академіка Філатова — у 1957—2022 роках, на честь радянського науковця, офтальмолога, хірурга, винахідника, поета, художника, мемуариста Володимира Філатова[5][9].
- Ігоря Дашка — сучасна назва від 29 вересня 2022 року, на пошану Ігоря Дашка, українського військовика, підполковника прикордонника Державної прикордонної служби України, учасника російсько-української війни. Героя України (17 квітня 2022, посмертно)[10].

## Забудова
У забудові вулиці Ігоря Дашка переважає віденський класицизм. Декілька будинків внесено до Реєстру пам'яток архітектури місцевого значення.
№ 1 — триповерхова кам'яниця. Власниками будинку (конскрипційний № 432, 434) у 1935 році були Зофія Вайс та спілка. Нині на першому поверсі будинку міститься офтальмологічний центр доктора Марти Литвинчук «Погляд».
№ 4 — триповерхова кам'яниця. Власниками будинку (конскрипційний № 430) на початку XX століття були Мечислав та Вікторія Лікендорфи, у 1935 році — Марія Кулик та спілка. Будинок внесений до Реєстру пам'яток архітектури місцевого значення під охоронним № 1401-м. Нині на першому поверсі будинку міститься відділення міжнародного поштово-логістичного оператора «Міст Експрес» та ювелірна майстерня «Dobush jewelry».
№ 8 — триповерхова кам'яниця. Власником будинку (конскрипційний № 736) у 1935 році була Аделя Маюлик. На початку XX століття в будинку мешкав професор університету Яна Казимира Юзеф Сємірадзький.
№ 9 — триповерхова кам'яниця, збудована у 1900 році у стилі еклектичного історизму. З правого боку зберігся трикутний фронтон з дерев'яними кронштейнами. Власником будинку (конскрипційний № 828) у 1935 році був доктор Валер'ян Сорбенський. Будинок внесений до Реєстру пам'яток архітектури місцевого значення під охоронним № 1402-м.
№ 10 — триповерхова кам'яниця. Власниками будинку (конскрипційний № 568) у 1935 році були Юзефа та Дінора Явець. Тут у міжвоєнний період мешкав майстер біжутерії Піч. На будинку збереглася пам'ятна табличка, напис на якій сповіщає, що у цьому будинку мешкав і помер 18 січня 1885 року відомий львівський лікар Тадеуш Юзеф Жулинський, на пошану якого у 1885 році була названа ця вулиця. 
№ 11 — триповерхова кам'яниця, збудована у 1910 році у стилі пізньої сецесії. На той час в будинку містилося бюро приватних детективів Віктора Фастнахта, яке мало концесію Ц.К, Галицького намісництва. Власниками будинку (конскрипційний № 585) у 1935 році були Абраґам та Броня Рісняки. Будинок внесений до Реєстру пам'яток архітектури місцевого значення під охоронним № 315-м.
№ 11а — триповерхова кам'яниця, споруджена у 1890-х роках на місці давнішого будинку Антонія та Анни Ґологурських (колишня адреса — Глинянська, 11а). У будинку Ґологурських винаймав своє перше львівське помешкання Іван Франко, в якому він мешкав 1875 року під час навчання у першому семестрі у Львівському університеті. Власником будинку (конскрипційний № 427) на початку XX століття була Александра Крижановська, у 1935 році — Берта Ґалперн. Нині на першому поверсі будинку міститься тату барбершоп «Батяри».
№ 12 — триповерхова кам'яниця. Власниками будинку (конскрипційний № 962) у 1935 році були Станіслав та Емілія Степковичі. Будинок внесений до Реєстру пам'яток архітектури місцевого значення під охоронним № 316-м.
№ 16, 18 — триповерхові кам'яниці. Власниками будинку (конскрипційні № 665, 666) у 1935 році були відомий львівський поет з кола «Молодої Польщі» Леопольд Стафф та спілка. Нині на першому поверсі будинку № 16 міститься салон краси «Чарівність».

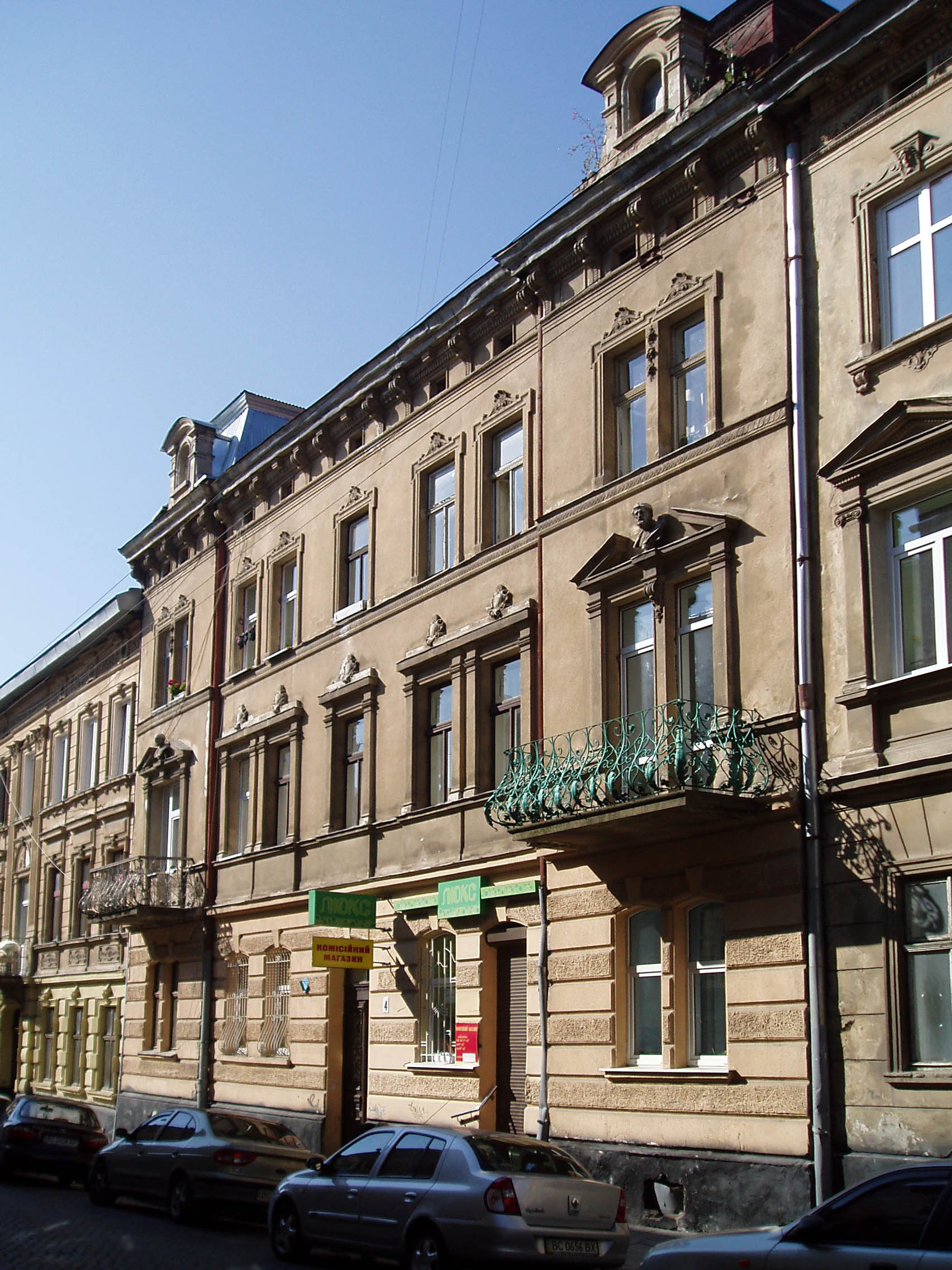
Будинок № 4
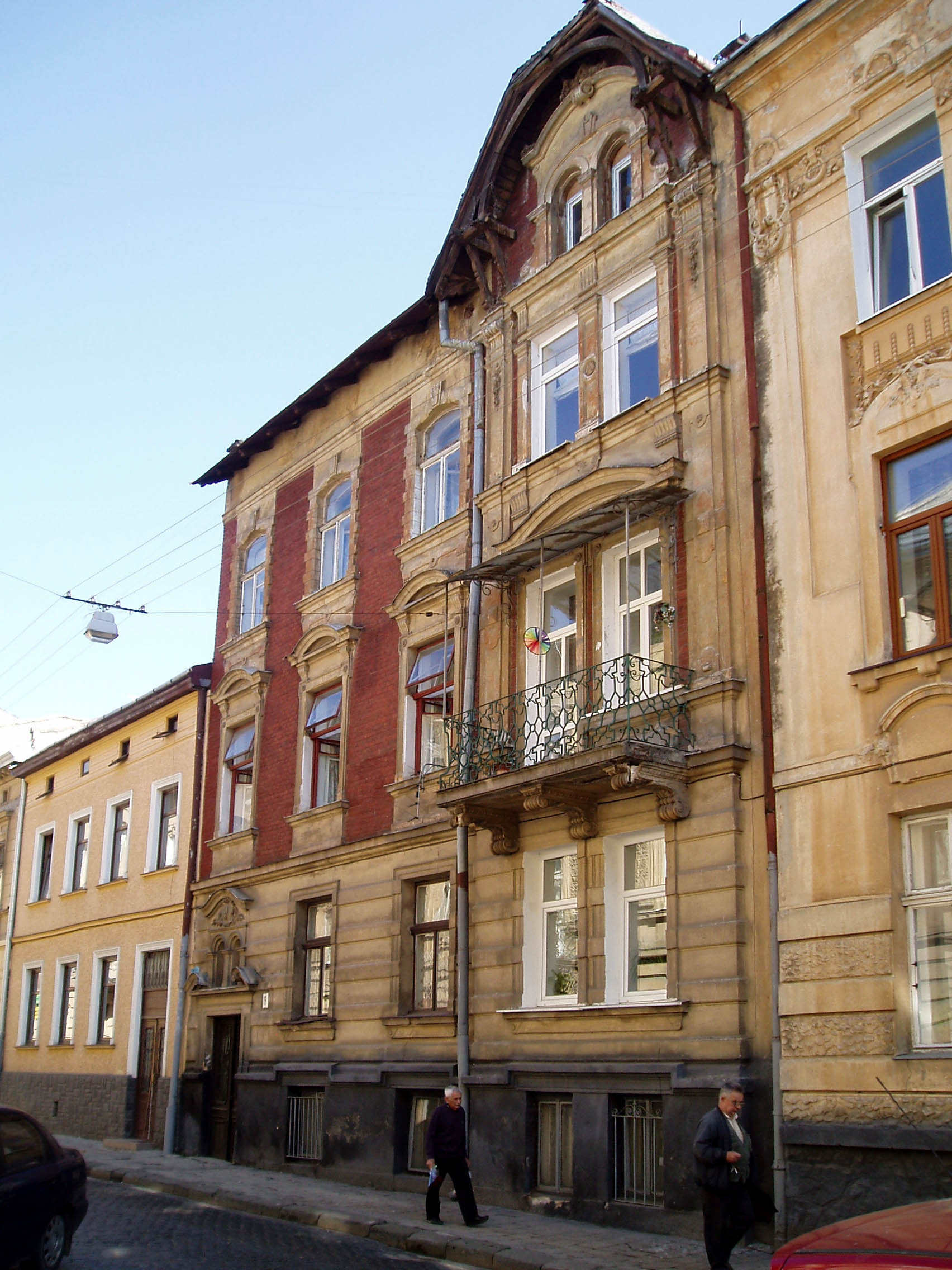
Будинок № 9
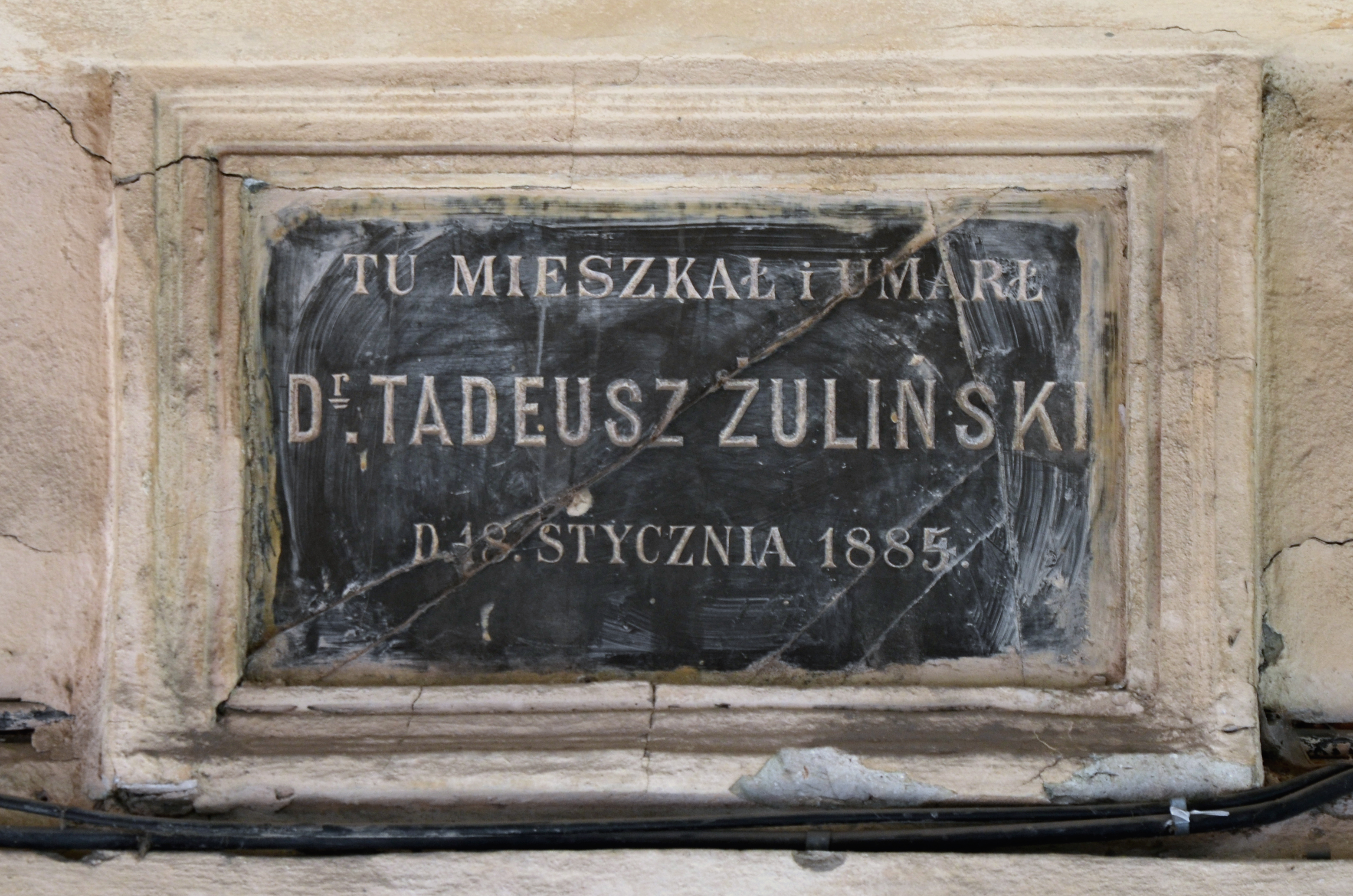
Будинок № 10. Пам'ятна табличка доктору Тадеушу Жулинському
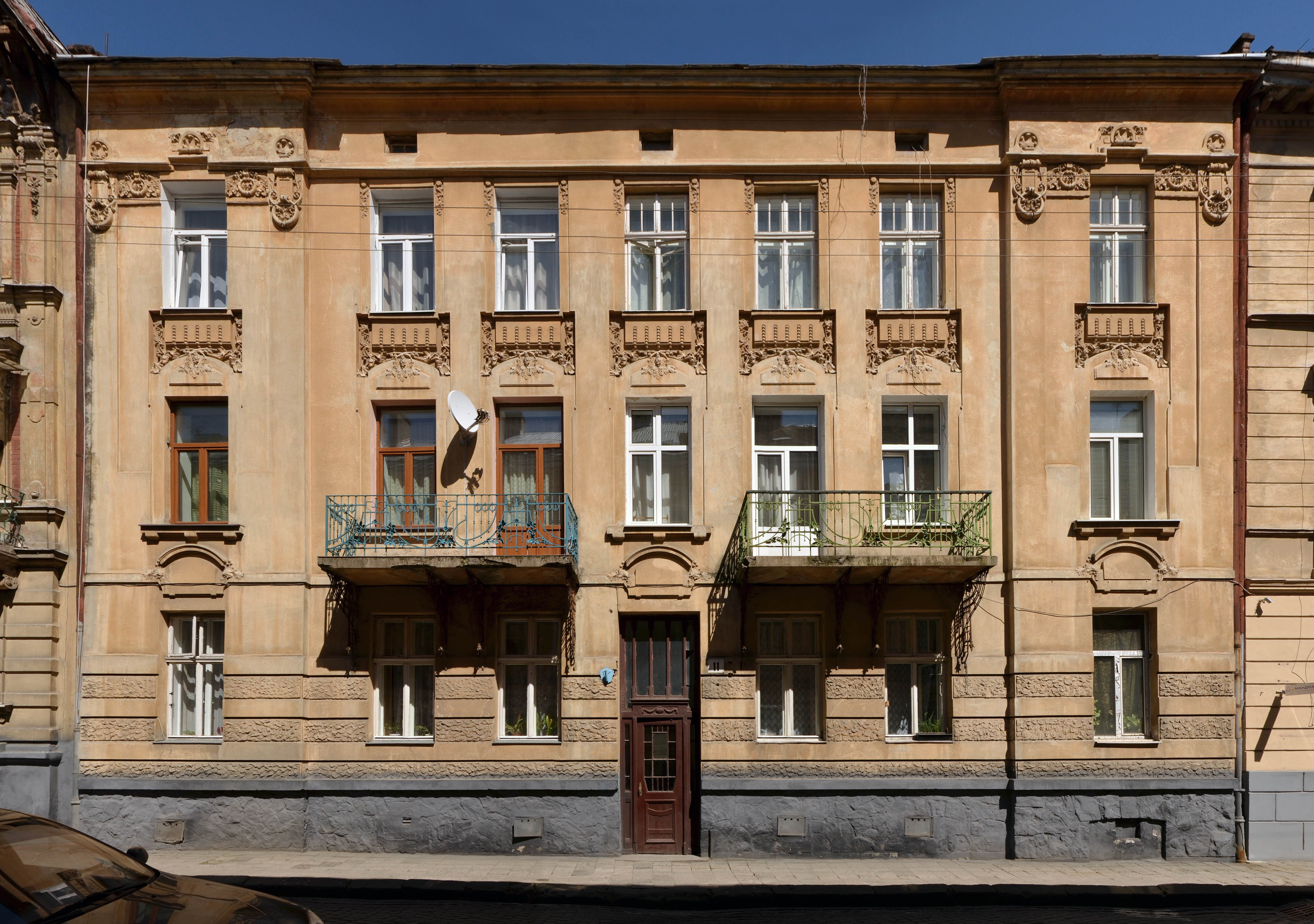
Будинок № 11
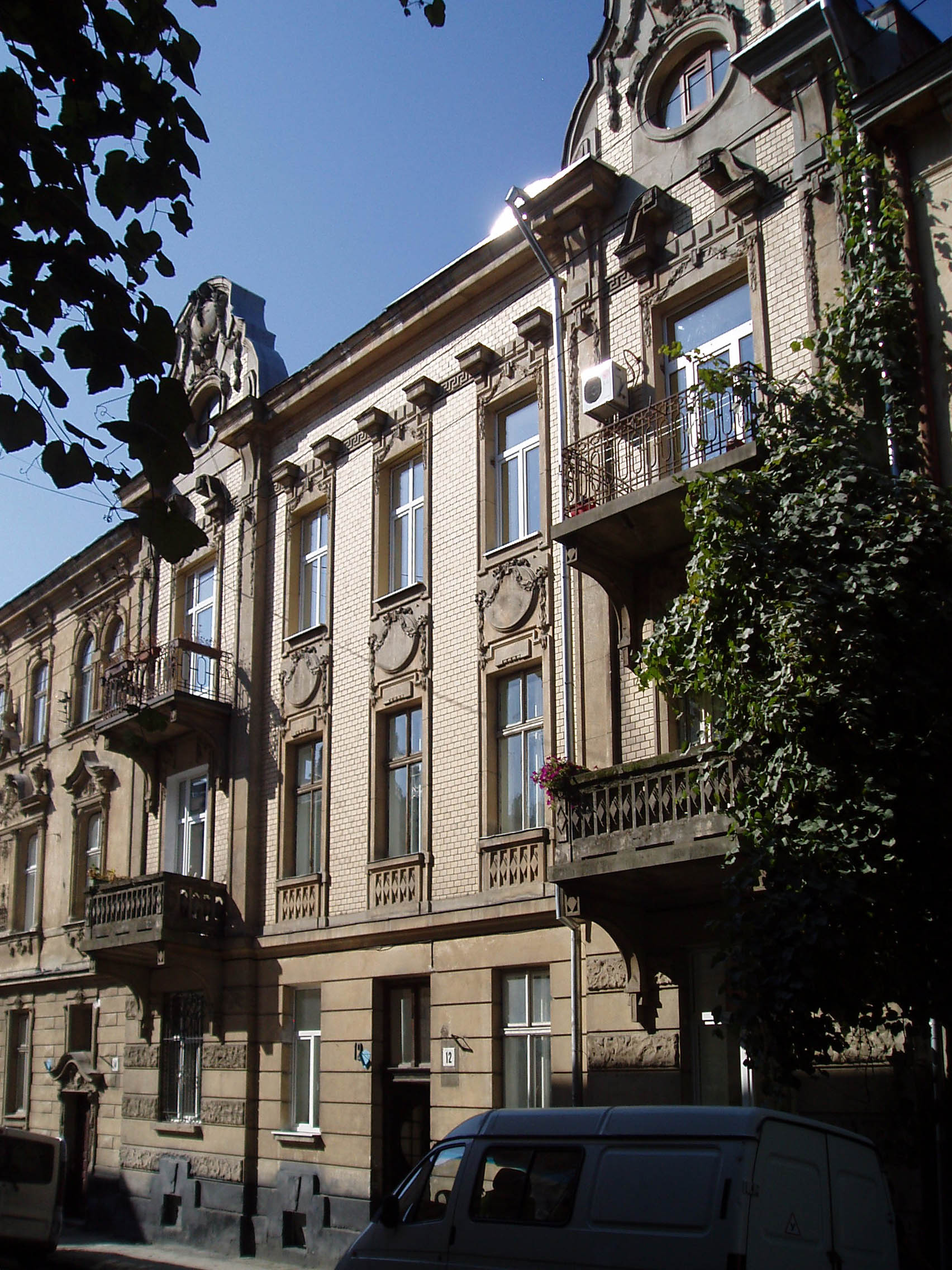
Будинок № 12
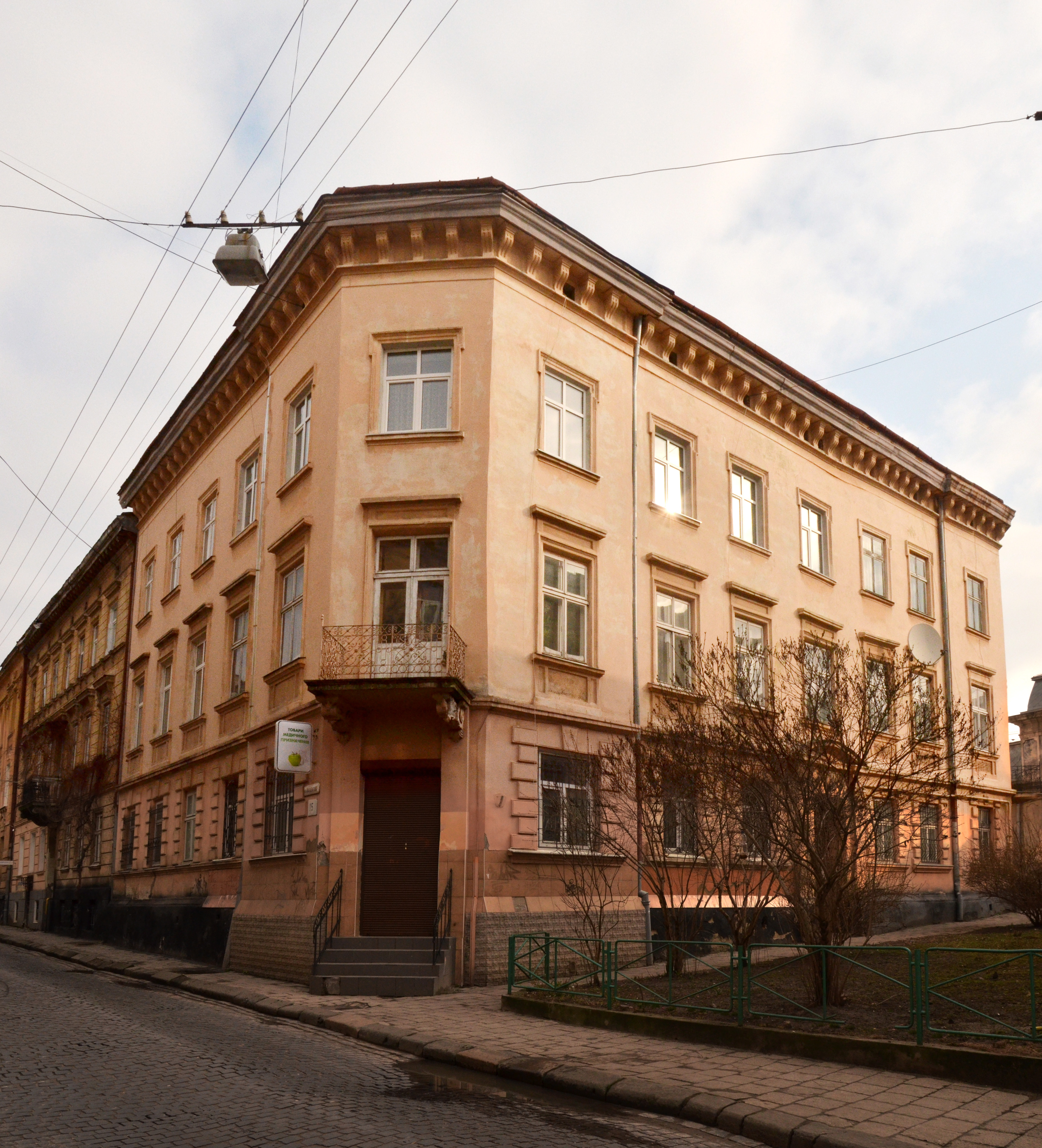
Будинок № 15
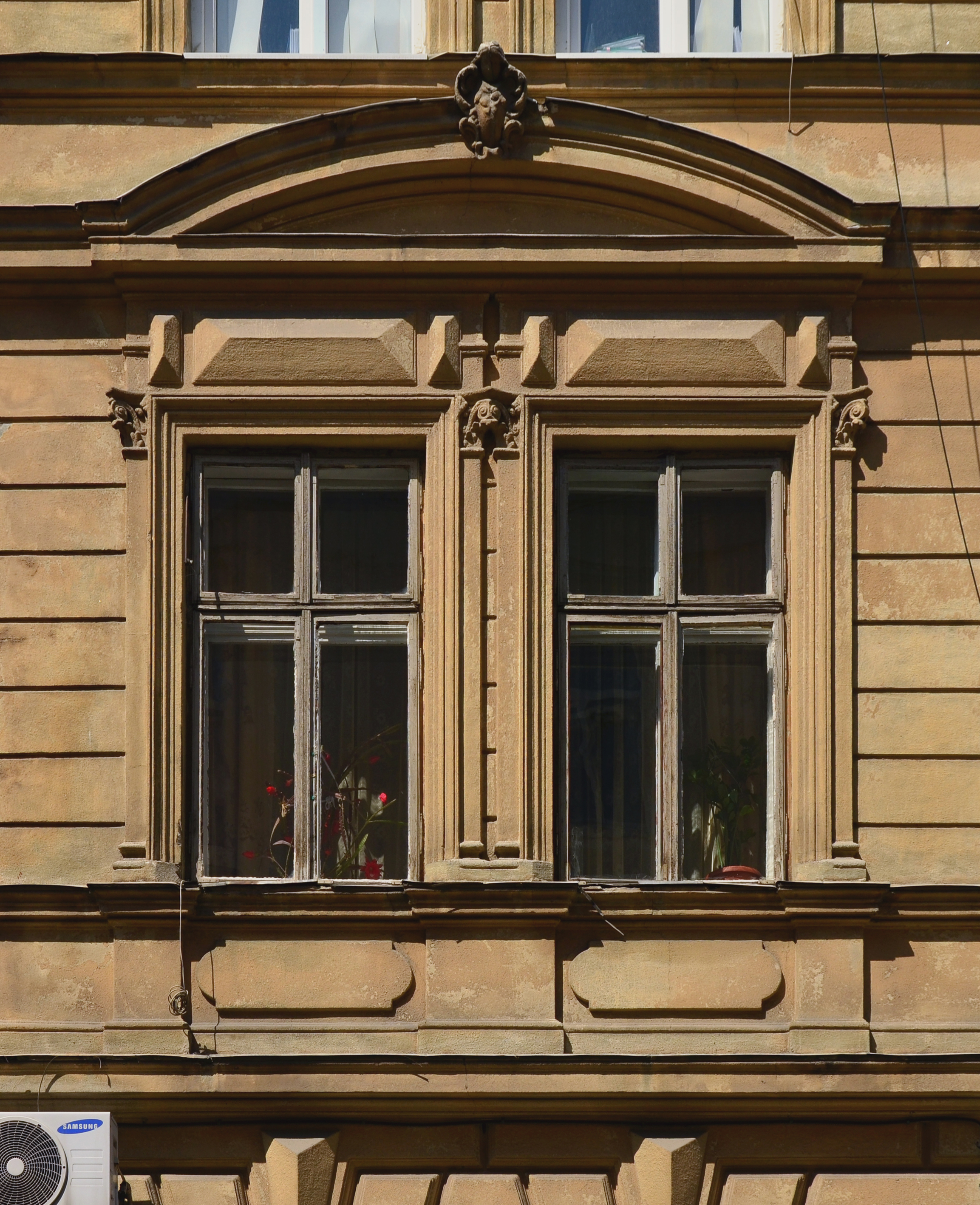
Будинок № 16. Фронтон на рівні вікон другого поверху будинку